# Nils Seethaler
Nils Seethaler (Berlín, 18 d'agost de 1981) és un antropòleg cultural alemany que estudia les col·leccions històriques d'objectes etnològics i les restes humanes.

## Vida
Nils Seethaler va néixer a Berlín Lichterfelde i va passar la seva joventut a Berlín, Banyuls de la Marenda i Morschen al nord de Hesse.
El 1999 va ser premiat pel Junges Literaturforum Hessen-Thüringen. Després de graduar-se a la Elisabeth-Knipping-Schule de Kassel el 2000, Seethaler va estudiar a la Freie Universität Berlin Etnologia amb Georg Pfeffer i Markus Schindlbeck, entre d'altres, Estudis Literaris amb Ulrich Profitlich i Volker Mertens i Ciències Polítiques amb Fritz Vilmar  i Walter Rothholz. Des de 2012, coordina l'arxiu de la Societat d'Antropologia, Etnologia i Prehistòria de Berlín al Centre Arqueològic dels Museus Estatals de Berlín. Seethaler exerceix la docència universitària i no universitària. Imparteix regularment conferències a tota Alemanya, especialment sobre temes d'art no europeu. Seethaler viu i treballa a Berlín. Està casat i és pare de dos fills.

## Treball de recerca
Seethaler ha participat en nombrosos projectes, especialment en la investigació de col·leccions etnològiques històriques. En particular, la investigació de la procedència de les restes humanes. A més d'investigar els possibles contextos d'injustícia a les col·leccions dels períodes colonial i nazi, investiga la història, els motius i els mecanismes socials del col·leccionisme, especialment d'objectes culturals no europeus, fins ara.
La seva investigació sobre la procedència de cranis d'indígenes australians a la col·lecció antropològica de la Societat d'Antropologia, Etnologia i Prehistòria de Berlín i de Austràlia i Namíbia a les col·leccions de la Charité al Projecte de restes humanes de la Charité va marcar l'inici d'un ampli compromís amb la procedència de les restes humanes als museus i col·leccions alemanys. Aquesta investigació va servir de base per crear una directriu uniforme per al tractament de les restes humanes a les col·leccions públiques d'Alemanya.
A més del seu treball amb col·leccions històriques, ha participat en una sèrie d'investigacions interdisciplinàries en la interfície de les humanitats i les ciències naturals. Juntament amb Carsten Niemitz i Benjamin P. Lange, va organitzar la 11a Conferència Anual El comportament humà en perspectiva evolutiva (MVE) a Berlín el 2010.

## Projectes d'exposició
Seethaler va assessorar, organitzar i dirigir nombrosos projectes d'exposicions a museus sobre temes etnològics, d'història de l'art i de ciències naturals.
En aquestes exposicions es van presentar sobretot formes innovadores d'exposar objectes etnològics i de transmetre continguts etnològics als museus. Va ser en gran part responsable del redescobriment i reavaluació del perdut Museu d'Etnologia de Rostock, així com de la preservació i redisseny de la Col·lecció Julius Riemer a Lutherstadt Wittenberg (l'únic museu etnològic a Saxònia-Anhalt).
L'exposició permanent concebuda per Seethaler al Museu d'Història Natural i Etnologia de Lutherstadt Wittenberg i l'exposició cultural comparativa "Objekte der Verehrung" ("Objectes de culte") que va organitzar per al final de l'aniversari de la Reforma el 2017 van atraure l'atenció internacional.

## Projectes de recollida
Seethaler va realitzar diversos viatges de recerca i col·leccionisme a Austràlia, Oceania, Orient Mitjà i per Europa. Durant aquests viatges de col·leccionisme, però sobretot a través de contactes amb col·leccionistes d'Europa, Estats Units i Austràlia, com Rainer Greschik i Günter Hepe, va reunir diversos milers de peces etnològiques; a més, una col·lecció igualment extensa de fotografies etnològiques amb exemples des del segle xix fins a l'actualitat. Els objectes de les col·leccions reunides per Seethaler van anar a parar a diversos museus, com l'Ethnologisches Museum, el Museu Museum of European Cultures, el Museu de Col·leccions Municipals a l'Armeria de Lutherstadt Wittenberg, el Ostpreußisches Landesmuseum de Lüneburg i la Col·lecció Hermann-Bahner del Museum Altes Rathaus de Langen (Hessen). També han estat objecte d'investigacions científiques per part d'altres investigadors.